# Aeroportul Puerto Escondido
Aeroportul Puerto Escondido (IATA: PXM, ICAO: MMPS) este un aeroport din Oaxaca, Mexic ce deservește zona Puerto Escondido⁠(d). Aeroportul a fost tranzitat în 2023 de 917.400 de pasageri. A fost numit după zona deservită.
Situat la o altitudine de 90 m, aeroportul dispune de o singură pistă. Este operat de Aeropuertos y Servicios Auxiliares⁠(d).